# Чемпіонат світу з трекових велоперегонів 2014 — скретч (чоловіки)
Змагання зі скретчу серед чоловіків на Чемпіонаті світу з трекових велоперегонів 2014 відбулись 27 лютого 2014. У них взяли участь 20 велогонщиків, які здолали 60 кіл (15 км).

## Медалісти
| Золото | Іван Ковальов (RUS) |
| Срібло | Мартін Ірвайн (IRL) |
| Бронза | Чен Кін Лок (HKG)   |

## Результати
Заїзд розпочавсь о 19:25.
| Місце | Ім'я                 | Країна          | Кола відставання |
| ----- | -------------------- | --------------- | ---------------- |
| 1     | Іван Ковальов        | Росія           |                  |
| 2     | Мартін Ірвайн        | Ірландія        |                  |
| 3     | Чен Кін Лок          | Гонконг         |                  |
| 4     | Роман Луцишин        | Україна         | −1               |
| 5     | Нолан Гоффман        | ПАР             | −1               |
| 6     | Максиміліан Байєр    | Німеччина       | −1               |
| 7     | Ділан Кеннетт        | Нова Зеландія   | −1               |
| 8     | Гленн О'Ші           | Австралія       | −1               |
| 9     | Тім Вельдт           | Нідерланди      | −1               |
| 10    | Франк Паше           | Швейцарія       | −1               |
| 11    | Андреас Мюллер       | Австрія         | −1               |
| 12    | Морено Де Паув       | Бельгія         | −1               |
| 13    | Джонатан Діббен      | Велика Британія | −1               |
| 14    | Елія Вівіані         | Італія          | −1               |
| 15    | Мартін Блага         | Чехія           | −1               |
| 16    | Вів'єн Брісс         | Франція         | −1               |
| 17    | Антон Мужичкін       | Білорусь        | −1               |
| 18    | Альберто Коваррубіас | Мексика         | −1               |
| 19    | Хуліо Аморес         | Іспанія         | −1               |
|       | Хордан Парра         | Колумбія        | REL              |